# Brigade de Savoie
La brigade de Savoie est une unité militaire du royaume de Sardaigne principalement cantonnée à Turin.
Elle succède au régiment de Savoie, fondé en 1660 et dissous en 1802. Recréé lors de la restauration sarde de 1814 puis définitif en 1815, le régiment devient brigade de Savoie, constituée de deux régiments à partir de 1820. L'unité est à nouveau dissoute en 1860, à la veille de l'annexion de la Savoie par la France, pour être recréée dans le royaume sarde, en juin 1860, devenant Brigata del Re, puis Brigata Re.
Ce corps d'élite de l'armée ducale, puis royale de la maison de Savoie possède ses propres codes : un recrutement spécifique dans les provinces du duché de Savoie, ses traditions, ses uniformes. Les commandements, bien qu'étant donnés en italien, sont donnés en langue française à la troupe. Ses membres étaient également surnommés les Cravates Rouges, car il s'agit de l'attribut qui a toujours fait partie de leur tunique malgré les variations au cours du temps.

## Historique
La brigade de Savoie fait suite au régiment de Savoie, héritier des armées médiévales savoyardes qui défendirent le comté de Savoie, puis le duché de Savoie. Dès lors que les comtes puis les ducs de Savoie s'engagent dans une expansion territoriale donnant naissance aux États de Savoie, l'armée engage des troupes originaires de l'ensemble des provinces. Désormais les Savoyards deviennent une composante de l'armée ducale, puis royale. Cependant, dans la seconde moitié du XVIIe siècle, les régiments spécifiquement savoyards qui demeurent toujours se voient fondre dans un régiment, puis brigade de Savoie. Le baron Clément Chollet du Bourget, auteur d'un ouvrage de référence sur la brigade, considère que le début officiel de celle-ci date de 1660 avec l'apparition de ces premiers régiments constitutifs. Le commandant de Bissy, un autre auteur spécialiste de la question, considère que la brigade prend réellement naissance, en tant que brigade constituée de tous ses régiments spécifiques, avec l'utilisation officielle du terme « brigade de Savoie » en 1664.

### Période ducale
Le comté de Savoie est érigé en duché le 19 février 1416 par l'empereur Sigismond Ier.
Le duc Charles Emmanuel II de Savoie crée les premiers régiments spécifiques de la brigade de Savoie constituée. Le premier, un régiment sous le commandement d'un colonel (colonellat) est mis en place en 1639. Celui-ci est composé de quatre compagnies de 400 hommes originaires du duché de Savoie et des vallées francophones du versant italien (Val d'Aoste). Si les commandements se font en italien, la langue commune au sein de la troupe est le français. Les cris de guerre (voir ci-après) se font en patois.
Ce premier régiment de 1639, composé de volontaires, est organisé par Carlo Umberto, marquis de Mulazzino. Il est fondu en 1660, avec le régiment de Tarentaise créé en 1656. Son premier colonel est le marquis Milliet de Challes. En 1664, il devient le 1er et le 2e régiment d'infanterie de ligne, sous le nom de « Savoie ».
Le duché de Savoie verra la création de deux autres régiments d'Infanterie, il sera ainsi doté d'un régiment d’ordonnance régiment de Savoie et de deux régiments provinciaux, Chablais et Tarentaise.[réf. nécessaire]
Le duc Victor-Amédée II réorganise son armée, symbole de sa puissance . Elle est composée de compagnies des Gardes du corps, de six régiments Nationaux d'Infanterie d'Ordonnance (montés à sept puis dix en 1713) et de quatre (puis six) régiments de cavalerie.
En 1713, ce sont donc dix régiments qui composent l'armée sarde, dont sept en Piémont, un dans le comté de Nice et deux dans le duché. Ces dix régiments sont composés de 6 compagnies de cent hommes chacune.
Le régiment de Savoie participe à l'ensemble des conflits et notamment :
- 18 août 1690 : bataille de la Staffarde[7]
- 1691 : défense de Coni[7]
- 1692 : défense du château de Nice[7]
- 1693 : bataille de La Marsaille[7]
- 1706 : siège de Turin[7]
- 1714 : défense de Syracuse[7]

### Période sarde
Le duc de Savoie, Victor-Amédée II, devient en 1718 roi de Sardaigne.
Le régiment de Chablais change en 1774 pour devenir celui de Genevois. Il recrute les différents appelés des provinces du Faucigny, du Chablais et du Genevois. Celui de Tarentaise devient en 1780 celui Maurienne.
Le duché de Savoie possède d'autres unités militaires comme le « Savoie Cavalerie » créé le 12 avril 1701, formé de huit compagnies de soixante chevaux dont une bonne partie assurera la défense des frontières du comté de Nice, les chevau-légers de Savoie, les chasseurs de Savoie ou encore les dragons du Genevois.
La brigade s'engage dans les guerres faisant suite à la guerre de Succession de Pologne puis celle d'Autriche. Le régiment participe aussi aux batailles de Mont-Dauphin, Madonne de l’Olmo (1744) Campo Santo (1745), Asti (1746) et l’Assiette (1747).

### Invasion française et Empire
Dans la nuit du 21 au 22 septembre 1792, l'armée des Alpes française commandée par le général Montesquiou, dans laquelle on retrouve la Légion des Allobroges, envahit la Savoie par les Marches et Apremont. La garnison de Chambéry se replie précipitamment, en passant par les Bauges, pour rejoindre la Tarentaise, puis le Piémont, via le Val d'Aoste. Le régiment de Savoie présent dans le duché n'est constitué que d'un seul bataillon, le reste de la troupe se trouve en Piémont. Cette dernière est commandée par le colonel Janus Gerbaix de Sonnaz.
Le régiment dit de Savoie combat durant l'année 1792. Il participe à la bataille de Valdieri, en août 1794. En 1798, les troupes révolutionnaires françaises, menées par le général Joubert, entrent en Piémont. Les régiments savoyards, tant d'ordonnance(Régiment de Savoie), que provinciaux (Maurienne, Genevois), participent héroïquement à la défense du pays, avec les régiments d'Aoste et de Lombardie. Turin tombe le 8 décembre de la fin de l'année, le roi Charles-Emmanuel IV de Sardaigne perd sa capitale et sous la contrainte de l'occupant renonce à ses droits sur les terres continentales de ses États, se repliant à Cagliari, capitale insulaire du royaume de Sardaigne, avec la cour et son armée.
Après la bataille de Marengo (14 juin 1800), les troupes piémontaises furent incorporées à l’armée française le « régiment de Savoie » devint un bataillon du 111e régiment d'infanterie qui participe aux campagnes de l'Empire.
En décembre 1813, les troupes autrichiennes entrent en Suisse, elles sont dans Genève le 30. Le 17 janvier 1814, Janus Gerbais de Sonnaz (1736-1814), ancien commandant du régiment de Savoie, proclame, à Thonon, la restauration du duc de Savoie, roi de Sardaigne et recrée un bataillon de volontaires pour libérer la Patrie. Celui-ci sera équipé par le général Bubna,. Janus de Sonnaz meurt peu après dans une escarmouche, son frère, Joseph-Hyppolite, alors colonel de cavalerie, lui succède dans l'organisation de la riposte. Les fils de Janus s'enrôle dans le régiment de volontaires, notamment le futur général Alphonse, alors que c'est son aîné, Joseph, qui sera chargé de ramener le bataillon à Turin, à la suite du traité de mai 1814, avant la reformation du régiment de Savoie.

### Restauration sarde
Pendant les Cent-Jours, le régiment de Savoie est chargé de protéger la cité de Montmélian et de Maltaverne avec le régiment de Piémont. Dans la nuit du 14 au 15 juin 1815, les troupes françaises, mené par le maréchal Suchet, ont pour objectif la prise de la cité, de même que L'Hôtipal et Conflans, contrôlant l'entrée de la vallée de la Tarentaise, ainsi que de contrôler la route menant au Mont-Cenis. La ville tombe et le régiment de Savoie se replie sur Aiguebelle. La brigade tombe les armes face aux hommes du 24e régiment de ligne, menés par le colonel Antoine-François Genevay. Le régiment de Piémont et les chasseurs Robert se sont repliés sur Tournon avec 1 200 hommes, devant à nouveau reculer face aux troupes françaises, jusqu'à Conflans.
- 1816 : garnison à Turin.
- 1818 : à la suite d'une rixe entre soldats savoyards et piémontais, le régiment perd le privilège de nationalité, des officiers piémontais étant nommé à sa tête et il est envoyé en garnison à Coni (Cuneo).
- 1820 : réorganisation de l'armée sarde. Le régiment de Savoie est organisé en brigade, constitué de deux régiments d'infanterie de ligne, 1° et 2° - ( Infanterie Lourde).
- 1835 : garnison à Gènes.
- 1842-1845 : Chambéry.

### Guerres d'indépendance
Charles-Albert de Savoie-Carignan s'engage dans une nouvelle politique au nord de la péninsule italique. La brigade de Savoie est présente et participe aux différents combats :
- 1848 : Première guerre d'indépendance italienne : bataille de Pastrengo
- 1849 : Bataille de Magenta. Commandée par le chevalier Louis-François Louis Perrier, major général. Bataille de Novare
- 1855 : Guerre de Crimée : le général Jean-François Mollard, nommé en 1849, mène la brigade lors de la bataille de la Tchernaïa (16 août) où il gagne ses galons de major général[21].
- 1859 : Seconde guerre d'indépendance italienne ou campagne d'Italie
- 1859 : Bataille de Solférino, la brigade derrière le général Perrier, s'engage avec 3 700 hommes et en perdra 243[1].

Au moment de l'annexion du duché de Savoie par la France, Napoléon III émit le souhait de voir passer la brigade de Savoie dans l'armée française. Un refus est présenté par Cavour au ministre de France à Turin, Talleyrand[réf. nécessaire]. Ainsi, chaque soldat doit faire le choix librement et individuellement, avant le 1er août 1860, de rester au service du roi de Sardaigne ou de passer dans l'armée impériale française. Le 14 juin, la brigade est officiellement dissoute.

### Dissolution
Lors de l'annexion de la Savoie à la France, les hommes de la brigade, tout comme l'ensemble des Savoyards appartenant aux différents corps d'armée, sont appelés à participer au plébiscite de réunion du duché à la France. Des 6 350 votes de l'ensemble des militaires savoyards, 6 033 se prononcent en faveur oui, 283 non et on compte 34 bulletins nuls. Plus de 95 % des hommes de troupes optent pour la France.
Les 383 officiers savoyards doivent choisir entre passer à l'armée française ou rester fidèle au roi de Sardaigne. La plupart d'entre eux optent pour la fidélité au roi Victor-Emmanuel II de Savoie. Pourtant, avec les articles 5 et 6 du traité de Turin du 24 mars 1860, l'armée française leur promet de « maintenir les mêmes droits sardes acquis », si les « citoyens-soldats choisissent la nationalité française et l'armée française », mais aussi l'obtention de la Légion d'honneur. Toutefois, leur maintien dans l'armée sarde leur garantit une promotion, car l'armée sarde ne peut se séparer d'une partie de ses cadres. Face à ces deux offres, seuls 26 % d'entre eux optent pour la France.
Plus spécifiquement, le Conseil communal de Turin offre la citoyenneté de la ville aux membres de la Brigade qui ont opté pour la fidélité au royaume de Piémont-Sardaigne. 88 d'entre eux acceptent.
La brigade de Savoie licenciée, elle est très vite réorganisée pour la partie sarde en devenant Brigata del Re, puis Brigata Re, les unités gardent l'ancien rang hiérarchique de 1er et 2e régiments d'infanterie. Elles continueront à utiliser les drapeaux et l'uniforme de l'ancienne brigade de Savoie.
Les membres de la brigade de Savoie qui désirent intégrer l’armée impériale, comme brigade de volontaires savoisiens, intègrent le 103e régiment d'infanterie de ligne. Constitué le 28 juin 1860, le régiment est envoyé au camp de Châlons en mai 1861, puis licencié le 14 décembre de la même année et pour finir dissous le 15 janvier 1862,. Les officiers savoyards sont incorporés et dispersés dans différentes armes de l'armée française,. Hubert Heyriès note, dans son article que, « Cinquante-huit officiers (12 %) [ayant choisi de rester dans l'armée piémontaise] devinrent généraux, alors qu’à peine trois officiers (Jean-François Borson, Charles Goybet et Auguste de Ville) finirent leur carrière au grade de général en France, signe que l’intégration française fut nettement plus difficile ».

### Brigata Re
Au cours des années 1860-61, elle participe à la campagne répressive du brigandage en Italie méridionale et, en 1866, à la troisième guerre d'Indépendance italienne.

### Recréation
Un groupe historique militaire est créé en 2005.[réf. nécessaire]

## Traditions

### Drapeaux
« En 1660, les drapeaux du régiment (...) de Challes étaient rouges et divisés par la croix blanche en quatre quartiers : du centre de la croix partaient vers les quatre angles trois flammes dont une blanche au milieu de deux bleues, le quartier supérieur attenant à la hampe portait l'écusson de Savoie brodé d'or et surmonté de la couronne ducale ; la hampe, terminée par une flèche dorée, et la cravate étaient rouges ».
Au XVIIIe siècle, « le drapeau de la compagnie (...) est divisé par la croix blanche en quartiers alternés de bleu (en 1 et 4) et de noir (en 2 et 3) ; trois flammes rouges bordées d'or partent des quatre angles extérieurs ; ces quatre quartiers et la croix sont entourés d'une bande d'azur et or sur laquelle sont brodés les nœuds ou lacs d'amour de Savoie alternant avec des roses blanches, le tout bordé d'un petit liseré blanc ; au milieu de la croix s'étendent les ailes de l'aigle noir, dominé de la couronne ducale, la tête tournée à gauche, portant au cœur l'écu de Savoie ».
Un décret du 25 mars 1848 prescrit l'usage du « drapeau tricolore blanc, rouge et vert avec, au milieu de la bande blanche, l'ancien écusson de Savoie : croix blanche sur fond de gueules, entouré d'une bande d'azur et surmonté, depuis le 25 mars 1860, de la couronne royale ».

### Cris de guerre
Les cris de guerre utilisées par les armées savoyardes, durant le Moyen Âge, sont « Savoie, Saint-Maurice » ou « Savoie, bonnes nouvelles ! ». À partir des XIVe et XVe siècles, les troupes chargent au cri de « Savoie ».
Les hommes de la brigade se lançaient au cri patois de « Folu ! Folu ! » (F… le lui !) ou bien de « Hardi ! zefans gre penna » (que l'on voit parfois écrit : « Ardi z-èfan, gropin-no ! », traduit par Hardi, enfants, empoignons-nous !).
En 1852, le général Alfonso La Marmora prescrit l'usage officiel de l'assaut des troupes de la maison de Savoie : « … les tambours battent la charge, les troupes crient avec force Savoie ! et s'élancent sur l'ennemi à la baïonnette ».

### Uniforme
Les hommes de la brigade de Savoie sont surnommés les Cravates Rouges. La cravate est le principal élément constant de leur tunique, malgré les variations au cours du temps.
L'uniforme, en 1821, est composé d'une coiffe militaire, de type shako, à visière avançant sur le nez, d'un pantalon blanc, de longues guêtres noires, d'une veste bleu, courte à haut col, avec revers de manches et col noires, les manches et le col sont terminés par un liseré rouge.

## Chef de corps et personnalités
Quelques personnalités de la brigade de Savoie :
- Le général-comte Janus de Gerbaix de Sonnaz d'Habères (1736-février 1814). Il est colonel du régiment en 1796. En janvier 1814, il rassemble des volontaires savoyards, souvent d'origine noble, pour reformer une brigade de Savoie pour lutter contre les troupes françaises.
- 1817 : deux Piémontais prennent le commandement des régiments de la brigade, le colonel Regis et le chevalier Guglielmo Ansaldi, lieutenant-colonel. Ce dernier prend une part importante dans le soulèvement, le 10 mars 1821, de la garnison d'Alexandrie[34].
- 1821 : lieutenant-colonel Claude-François-Marie de la Fléchère (né à Veyrier-sous-Salève le 6 juin 1762 et mort le 12 janvier 1835 à Veyrier), fils de Pierre-Claude de La Fléchère.
- 1832 : Hector Gerbaix de Sonnaz, fils de Janus.
- 1836 : marquis Frédéric Milliet d'Arvillars (1788-1858), général de division à la bataille de Goito en 1848.
- 1848 : comte Charles de Menthon d’Aviernoz (1793-1858), capturé par les Autrichiens lors de la première campagne d'Italie.
- 1849 : le général Jean-François Mollard (1795-1864), surnommé « Clair-de-Lune », devient général de la brigade et prend sa retraite en 1852[21].
- Alexis Auguste Peyssard, lieutenant-colonel (1825-1889) a contribué par son engagement militaire à l'unité de l'Italie. Participe à la campagne d'indépendance de l'Italie de 1848, à la campagne de Crimée en 1856 puis à la deuxième guerre d'indépendance italienne de 1859 au sein entre autres du 2e régiment d'infanterie de Savoie. Sera décoré de l'ordre des Saints-Maurice-et-Lazare, de l'ordre militaire de Savoie ainsi que de la médaille de Crimée.
- 1859-67 : Jean-François de Rolland (1805-1887)[35].
- Le colonel Louis Mudry (1800-1868), commande le 2e régiment d'infanterie durant la période 1849-1855, participe à la guerre d'indépendance d'Italie en 1848, puis à la guerre de Crimée en 1855 et enfin à la bataille de Solférino en 1859[36],[37].
- Humbert Jaillet de Saint-Cergues (1803-1880), commandant (1851-1860).

### Fonds d'archives
Les registres et archives sont conservés au Ministero per i Beni e le attività culturali. Archivio di Stato di Torino.